# KHL Mladost Zagreb
Pour les articles homonymes, voir Mladost.
Le KHL Mladost Zagreb est un club de hockey sur glace de Zagreb en Croatie. Il évolue dans le Championnat de Croatie de hockey sur glace.

## Historique
Le club est fondé en 1946.

## Palmarès
- Vainqueur du Championnat de Croatie: 1947, 1949, 2008.